# احمد عواد (جودوکار)
احمد عواد (انگلیسی: Ahmed Awad؛ زادهٔ ۱ ژانویهٔ ۱۹۸۷) جودوکار اهل مصر است.